# Peter Sculthorpe
Œuvres principales
Peter Joshua Sculthorpe est un compositeur australien né le 29 avril 1929 à Launceston en Tasmanie et mort le 8 août 2014 à Woollahra en Nouvelle-Galles du Sud.

## Biographie
Peter Joshua Sculthorpe naît le 29 avril 1929 à Invermay (en), faubourg de Launceston dans l'État australien de Tasmanie. Sa mère, Edna, institutrice, est passionnée par la littérature anglaise et la première femme à obtenir un permis de conduire en Tasmanie. Son père, Joshua, aime la pêche et la nature. Ils possèdent et tiennent ensemble un magasin général, d'abord à Invermay, puis à Saint Leonards (en) où ils s'installent alors que l'enfant a six mois. Peter fait ses études à l'école religieuse de Launceston (en),.
Il commence à écrire de la musique vers sept ou huit ans, après avoir eu son premier cours de piano, continuant en secret lorsque son professeur de piano le punit pour cette activité. À l'âge de quatorze ans, il décide de faire carrière dans la musique, bien qu'il soit encouragé à s'orienter dans d'autres domaines, car il sent que la musique qu'il écrit est la seule chose qui lui appartient. Adolescent, il tente d'apprendre la composition par l'étude des Studies in Counterpoint d'Ernst Křenek, « un terrible joli livre » comme il le décrit plus tard.
De 1946 à 1950, il étudie au Conservatoire de musique (en) de Melbourne puis retourne en Tasmanie et se lance dans les affaires, dirigeant son propre magasin de chasse et pêche (Sculthorpe's) à Launceston avec son frère Roger tout en continuant à composer. Sa Sonatine pour piano, refusée parce que « trop moderne » lors d'un concours organisé par l'Australian Broadcasting Corporation est jouée au festival de la Société internationale pour la musique contemporaine à Baden-Baden en 1955.
Il obtient une bourse pour étudier au Wadham College, à Oxford, sous la direction d'Egon Wellesz. Grâce à Wellesz, il rencontre Wilfrid Mellers (en), dont les intérêts littéraires comprennent de nombreux écrivains australiens et qui recommande à Sculthorpe de lire Kangourou (en) de D. H. Lawrence. Cette lecture conduit directement à la composition d'Irkanda II (quatuor à cordes no 5). Son cycle de mélodies Sun, basé sur trois poèmes de Lawrence, est dédié à Mellers. Ces œuvres sont ensuite retirées de son catalogue mais les paroles de Lawrence reviennent dans une version révisée d'Irkanda IV et dans The Fifth Continent. Sculthorpe quitte Wadham avant de terminer son doctorat car son père est gravement malade. Il écrit sa première composition de la maturité, Irkanda IV, en mémoire de son père.
Il fait ensuite la connaissance du peintre Russell Drysdale dont le fils vient de se suicider. Ils passent ensemble des vacances de travail dans une maison sur la rivière Tamar. Peu de temps après, la femme de Drysdale, Bonnie, qui avait présenté son mari à Sculthorpe, se suicide également. Son Quatuor à cordes no 6 est dédié à la mémoire de Bonnie Drysdale. Sa Sonate pour piano (retirée plus tard et rééditée sous le titre Callabonna) est dédiée à Russell Drysdale qui a utilisé le lac Callabonna en Australie-Méridionale comme toile de fond pour certaines de ses peintures.
En 1963, il est nommé maître de conférences à l'Université de Sydney, dont il sera plus tard professeur émérite. Au milieu des années 1960, il est compositeur en résidence à Yale.
En 1965, il écrit Sun Music I pour la première tournée outre-mer de l'Orchestre symphonique de Sydney, sur une commande de Sir Bernard Heinze qui demandait « quelque chose sans rythme, harmonie ou mélodie ». Neville Cardus, après la première de l’œuvre, a écrit que Sculthorpe était prêt à « jeter les bases d'une musique australienne originale et caractéristique ». En 1968, la série Sun Music est utilisée pour le ballet chorégraphié par Sir Robert Helpmann Sun Music qui a attiré une large attention internationale. À la fin des années 1960, Sculthorpe travaille avec Patrick White à un opéra sur Eliza Fraser mais White choisit de mettre fin à la relation artistique. Sculthorpe écrit par la suite un opéra, Rites of Passage (en) (1972-1973), sur son propre livret, en utilisant des textes en latin et en langue indigène australienne Arrernte. Un autre opéra, Quiros, suit en 1982. L'œuvre orchestrale Kakadu (en) est écrite en 1988.
Le nom de Sculthorpe est popularisé dès le milieu des années 1980 avec l'enregistrement du premier CD du Kronos Quartet sur lequel son 8e quatuor à cordes côtoie la musique d'Aulis Sallinen, de Philip Glass et de Conlon Nancarrow. Sa place centrale pour la musique de l'Australie est comparée à celle d'Aaron Copland pour la musique de l'Amérique.
En 2003, l'Orchestre des jeunes de la radio et de la télévision SBS (en) donne la première de Sydney Singing, une composition de Sculthorpe pour clarinette solo (Joanne Sharp), harpe solo (Tamara Spigelman), percussion solo (Peter Hayward) et orchestre à cordes. Le concert est enregistré sur DVD en juillet 2005. Son Requiem (en) est créé en mars 2004 à Adélaïde par l'Orchestre symphonique d'Adélaïde et le Chœur de chambre d'Adelaïde, dirigés par Richard Mills, avec William Barton (en) au didjeridoo.
Sculthorpe est représenté par le Centre de la musique australienne (en) et publié par Faber Music dont il est le deuxième compositeur sous contrat après Benjamin Britten. Son autobiographie, Sun Music: Journeys and Reflections From a Composer's Life, est publiée en 1999.
Il est lointainement apparenté à Fanny Cochrane Smith, aborigène de Tasmanie dont les enregistrements de chansons sur cylindre de cire sont les seuls enregistrements audio de l'une des langues autochtones (en) : sa fille Gladys a épousé le neveu de l'arrière-grand-père de Sculthorpe.
Au début des années 1970, Sculthorpe se fiance avec la compositrice et pédagogue Anne Boyd. Ils ne se sont jamais mariés. En 1982, un portrait de Sculthorpe par le peintre Eric Smith remporte le Prix Archibald.
Peter Sculthorpe meurt le 8 août 2014 à Woollahra, dans l'agglomération de Sydney, en Nouvelle-Galles du Sud. L'Orchestre symphonique de Sydney joue pendant une semaine son Memento Mori (en) en bis à chacun de ses concerts à l'opéra de Sydney. Le premier ministre Tony Abbott et le ministre des Arts George Brandis déplorent dans un communiqué conjoint la « perte d'un géant de la musique ». La presse et les médias musicaux du monde entier lui rendent hommage,,,,,,,,,,,,,,,.

## Esthétique
Une grande partie de sa musique est le résultat de son intérêt pour la musique de l'Australie et de ses voisins du Pacifique ainsi que de sa volonté de réunir les aspects de la musique aborigène avec ceux de l'héritage occidental. Il est principalement connu pour sa musique de chambre et sa musique d'orchestre comme Kakadu (en) (1988) ou Earth Cry (1986), qui évoquent les sons et les sensations du bush et de l'outback australiens. Il a également écrit dix-huit quatuors à cordes, des œuvres pour piano et deux opéras, utilisant dans sa musique des timbres inhabituels (ainsi de l'emploi du didjeridoo) et des effets rares. Il a déclaré qu'il voulait que sa musique fasse en sorte que les gens se sentent mieux et plus heureux après l'avoir écoutée. Il évitait généralement les techniques denses et atonales de nombre de compositeurs contemporains. Son travail se distingue souvent par son utilisation particulière des percussions.
Ses premiers travaux démontrent l'influence de la musique asiatique, mais il indique que ces influences ont diminué dans les années 1970 à mesure que la musique indigène devenait plus importante. Il s'intéresse à la culture indigène depuis son adolescence, principalement à cause de son père qui lui a raconté de nombreuses histoires des erreurs du passé en Tasmanie. Il pense qu'il était assez extraordinaire pour cette époque, tout comme sa mère. Cependant, ce n'est qu'avec l'avènement des enregistrements et des livres sur le sujet vers les années 1970 qu'il commence à incorporer des motifs indigènes dans son travail.
Il se dit politique dans son travail qui porte toujours sur la préservation de l'environnement et, plus récemment, sur le changement climatique. Son 16e quatuor à cordes est inspiré par des extraits de lettres écrites par des demandeurs d'asile dans des centres de détention australiens, et son Requiem (2004) porte la condamnation du bombardement de l'Irak par les États-Unis.
Sculthorpe en vint à considérer Russell « Tass » Drysdale comme un modèle, admirant la façon dont il retravaillait le matériau familier de nouvelles manières. Il déclare : « dans les dernières années, il était souvent accusé de peindre le même tableau encore et encore ; mais sa réponse était qu'il n'était pas différent d'un artiste de la Renaissance, s'efforçant encore et encore de peindre la parfaite Vierge-à-l'Enfant ; depuis lors, je n'ai jamais eu de problème avec l'idée de réutiliser et de retravailler mon matériau ; comme Tass, j'en suis venu à considérer toute ma production comme un travail qui émerge lentement »,.

## Distinctions et récompenses
- 1970 : membre de l'ordre de l'Empire britannique (MBE) (Queen's Birthday Honours).
- 1977 : officier de l'ordre de l'Empire britannique (OBE).
- 1980 : AACTA Award de la meilleure musique de film (en) pour Manganinnie (en).
- 1990 : officier de l'ordre d'Australie (AO) (Australia Day Honours (en)).
- 1999 : Australia's 45 Icons[29].
- 2007 : Don Banks Music Award (en).
- 2008 : Sounds of Australia (en) (National Film and Sound Archive) pour Irkanda IV.
- Australian Living Treasure (en).
- Lauréat de quatre doctorats honorifiques.

## Œuvres
Le catalogue de Peter Sculthorpe comprend près de quatre cents œuvres.
| - The Fifth Continent pour récitant et orchestre (1963) - Sun Music I (1965) - Sun Music II (1969) - Sun Music III (1967) - Sun Music IV (1967) - Love 200 (en collaboration avec Tully (en)) (1970) - Music for Japan (1970) - Love 200 (en collaboration avec Fraternity (1972) - Small Town pour hautbois solo, deux trompettes, timbales et cordes (1976) (voir Thirroul (Nouvelle-Galles du Sud)) - Port Essington (1977), pour trio à cordes et orchestre à cordes - Mangrove (1979) - Earth Cry (1986) - Kakadu (en) (1988), pour orchestre - Memento Mori (Sculthorpe) (en) (1993) - Cello Dreaming (1998) - From Oceania (2003) - Beethoven Variations (2006) - Songs of Sea and Sky, également arrangées pour différents instruments comme la flûte et la clarinette - Mangrove, pour orchestre - My Country Childhood - Shining Island (2011), pour cordes (en mémoire d'Henryk Górecki) - Piano Concerto (1983) - Earth Cry, pour didjeridoo et orchestre (1986) - Nourlangie, pour guitare solo, cordes et percussions (1989) - Sydney Singing, pour clarinette, harpe, percussions et cordes (2003) - Elegy, pour alto solo et cordes (2006) - Morning Song for the Christ Child (1966) - The Birthday of thy King (1988) - Requiem (2004) - Rites of Passage (Sculthorpe) (en)(comédie musicale, 1972–1973) - Quiros (1982) | - Sonata pour alto et percussions (1960) - Requiem pour violoncelle seul (1979, commande de Nathan Waks (en)) - Four Little Pieces pour deux pianos (1979) - Djilile pour ensemble de percussions (1986) - Djilile pour consort de violes (1995) - From Kakadu pour guitare solo (1993) - Into the Dreaming pour guitare solo (1994) - Earth Cry arrantegement pour quatuor à cordes (1994) - From the River pour piano et cordes (2000) - 18 quatuors à cordes (comprenant quatre quatuors avec didjeridu optionnel – No. 12 "From Ubirr", No. 14 "Quamby", No. 16, No. 18) - Between Five Bells - Callabonna (1963) - Djilile (1989) - Koto Music I (1973) - Koto Music II (1976) - A Little Book of Hours - Mountains (1981) - Night Pieces: Snow; Moon; Flowers; Night; Stars (1971) - Nocturnal (1989) - Piano Sonatina (1954) - Riverina - Rose Bay Quadrilles (William Stanley, 1856, édité par Sculthorpe) - Song for a Penny (2000) - Simori - Thoughts from Home (prévu pour faire partie de la Gallipoli Symphony pour Anzac Day 2015) - Two Easy Pieces: Left Bank Waltz (1958); Sea Chant (1971) - Age of Consent (1969) - Manganinnie (1980) - Burke & Wills (1985) |

## Discographie
- Sculthorpe Complete String Quartets with Didjeridu, par le Del Sol String Quartet (en) et Stephen Kent (en) (didjeridoo), Sono Luminus (en), 2014.
- Peter Sculthorpe – Complete Works for Solo Piano, Tamara Anna Cislowska (en) (piano), 2014[32],[33].

## Publication
- (en) Sun Music: Journeys and reflections from a composer’s life, ABC Books, 1999.